# Некар
Некар (на немски: Neckar) е река в Югозападна Германия (провинция Баден-Вюртемберг), десен приток на Рейн. Дължина 362 km, площ на водосборния басейн 13 934 km².

## Географска характеристика
Река Некар води началото си на 708 m н.в., в южната част на град Швенинген, при съединяването на източните склонове на планината Шварцвалд и западните склонове на възвишението Швабска Юра (Швабски Алб). Почти по цялото си протежение тече предимно в тясна и дълбока, на места каньоновидна долина, като силно меандрира. В горното течение (до град Тюбинген) тече на север и североизток, в средното (до град Хайлброн) – на североизток и север, а в долното – на север и запад. Влива се отдясно в река Рейн, при нейния 428 km, на 86 m н.в., в чертите на град Манхайм.
Водосборният басейн на Некар обхваща площ от 13 934 km², което представлява 7,52% от водосборния басейн на Рейн. Речната мрежа на Некар е едностранно развита, с повече и по-дълги десни и с по-малко и по-къси леви притоци. На запад, север и североизток водосборният басейн на Некар граничи с водосборните басейни на реките Кинциг, Мург, Майн и други по-малки, десни притоци на Рейн, а на изток и югоизток – с водосборния басейн на река Дунав (от басейна на Черно море).
Основни притоци:
- леви – Енц (106 km, 2229 km²), Елзенц (53 km, 543 km²);
- десни – Айах (50 km, 354 km²), Филс (63 km, 699 km²), Ремс (78 km, 583 km²), Мур (52 km, 507 km²), Кохер (169 km, 1960 km²), Ягст (190 km, 1838 km²).[2]

Некар има предимно дъждовно подхранване с целогодишно пълноводие и максимум през февруари и март. В сурови зими замръзва за няколко дни. Среден годишен отток в устието 130 m³/sec.

## Стопанско значение, селища
В исторически план, а и до днес, Некар е важен транспортен коридор в Югозападна Германия. Плавателна е за плиткогазещи речни съдове до град Плохитген (на 203 km от устието), като на значителни участъци коритото ѝ е канализирано и шлюзовано (27 шлюза).
Долината на реката е гъсто заселена, като най-големите селища са градовете: Ротвайл, Ротенбург ам Некар, Тюбинген, Нюртинген, Плохинген, Еслинген, Щутгарт, Хайлброн, Некарзулм, Ебербах, Хайделберг, Манхайм
По течението на реката са разположени много старинни замъци, като най-известни са замъкът в Хайделберг и замъкът Хохентюбинген.